# Álvaro Ricaldi
Álvaro Ricaldi Alcócer (Cochabamba, 28 de abril de 1983) es un exfutbolista boliviano. Se desempeñaba como defensa.

## Clubes
| Club                | País    | Año         |
| ------------------- | ------- | ----------- |
| Jorge Wilstermann   | Bolivia | 2003 - 2004 |
| The Strongest       | Bolivia | 2005        |
| Jorge Wilstermann   | Bolivia | 2006        |
| Aurora              | Bolivia | 2006        |
| The Strongest       | Bolivia | 2007 - 2008 |
| San José            | Bolivia | 2009 - 2010 |
| Oruro Royal Club    | Bolivia | 2010        |
| Real Potosí         | Bolivia | 2010        |
| La Paz FC           | Bolivia | 2011 - 2012 |
| Real Potosí         | Bolivia | 2012 - 2013 |
| Municipal Tiquipaya | Bolivia | 2013        |